# Хованский, Сергей Александрович (спорстмен)
Хованский Сергей Александрович (род. 09.10.1981) - российский дзюдоист, двукратный чемпион Всемирных игр полицейских и пожарных, двукратный чемпион Европы и Мира среди ветеранов. Мастер спорта России международного класса. Выступал в суперлёгкой (до 60 кг) и полулёгкой (до 66 кг) весовых категориях. Завершил спортивную карьеру.

## Спортивные достижения

### Звания
Мастер спорта России по самбо (Пр. № 29п от 27.02.03г).
Мастер спорта России международного класса по дзюдо (Пр.№ 11 м от 31.05.07г.).

### Чемпионаты
- Первенство России по дзюдо до 23 лет (Майкоп, 2000 год) — ;
- Первенство России среди юниоров по самбо (Чебоксары, 2001 год) — ;
- Чемпионат России по дзюдо (смешанные команды) (Подольск, 2001 год) — [8];
- Кубок Европы по дзюдо (Афины, 2008 год) — [9];
- Кубок Европы по дзюдо (Стамбул, 2012 год) — 5[10];
- Кубок Европы по дзюдо (Сараево, 2015 год) — 5[11];
- Международный турнир по дзюдо памяти Владимира Гулидова (Красноярск, 2008 год) — ;
- Чемпионат ЦС "Динамо" по дзюдо (Волгоград, 2015 год) — ;
- Неоднократный чемпион и призер Чемпионатов России, Европы и Мира по дзюдо среди ветеранов[12][13][14][15][16][17][18].

1. ↑  Sergey KHOVANSKIY / IJF.org. www.ijf.org. Дата обращения: 21 июля 2025.
2. ↑  JudoInside - Sergey Khovansky Judoka. www.judoinsite.com. Дата обращения: 21 июля 2025.
3. ↑  Ветеранский триумф россиян в Праге (англ.). judo.ru. Дата обращения: 21 июля 2025.
4. ↑  Сборная России успешно стартовала на чемпионате Европы по дзюдо среди ветеранов. judo.genshtab.by. Дата обращения: 21 июля 2025.
5. ↑  Золотая феерия на татами: сборная Россия по дзюдо среди ветеранов – первая в Европе! judo-veterans.ru. Дата обращения: 21 июля 2025.
6. ↑  Российские дзюдоисты в третий раз выиграли чемпионат мира среди ветеранов. judo-veterans.ru. Дата обращения: 21 июля 2025.
7. ↑  ХОВАНСКИЙ Сергей Александрович | Российские спортсмены | Спортивная Россия. infosport.ru. Дата обращения: 21 июля 2025.
8. ↑  JudoInside - Russian Championships Mixed Teams Podolsk Event. www.judoinsite.com. Дата обращения: 21 июля 2025.
9. ↑  JudoInside - Acropolis Tournament Athens Event. www.judoinsite.com. Дата обращения: 21 июля 2025.
10. ↑  Шихализаде одержал победу на этапе Кубка Европы по дзюдо в весе до 66 кг. www.championat.com. Дата обращения: 21 июля 2025.
11. ↑  Сергей Хованский и Заур Калашаов – пятые на открытом Кубке Европы в Сараево. allsportinfo.ru. Дата обращения: 21 июля 2025.
12. ↑  Спортсмены из Краснодара и Лабинска – чемпионы России по дзюдо среди ветеранов. kubsport.ru. Дата обращения: 21 июля 2025.
13. ↑  Дзюдоисты Челябинской области привезли восемь медалей с чемпионата России среди ветеранов | Центр олимпийской подготовки по дзюдо. cheljudo.ru. Дата обращения: 21 июля 2025.
14. ↑  Сборная Россия стала пятикратным чемпионом мира по дзюдо среди ветеранов. judo-veterans.ru. Дата обращения: 21 июля 2025.
15. ↑  Сборная Россия по дзюдо среди ветеранов в двенадцатый раз выиграла чемпионат Европы. judo-veterans.ru. Дата обращения: 21 июля 2025.
16. ↑  Сборная России успешно стартовала на чемпионате Европы по дзюдо среди ветеранов. judo-veterans.ru. Дата обращения: 21 июля 2025.
17. ↑  Чемпионат России по дзюдо среди ветеранов собрал рекордное количество участников. judo-veterans.ru. Дата обращения: 21 июля 2025.
18. ↑  Чемпионат России по дзюдо среди ветеранов завершился в Магнитогорске. judo-veterans.ru. Дата обращения: 21 июля 2025.